# Гостянка
Гостянка (Гостёнка, Гостинка) — река в России, протекает по Белгородскому району Белгородской области. Устье реки находится в городе Белгороде, в 3,1 км по правому берегу реки Везёлки. Длина реки — 20 км, площадь водосборного бассейна — 132 км².
Используется два общеупотребительных названия реки: Гостянка и Гостёнка.
Если ехать в сторону Харьковской горы от остановки «Родина», рядом со спортивным комплексом и железной дорогой стоит указатель «р. Гостянка». Местные старожилы называют реку Гостянка. Но также в Белгороде на Левобережье есть Гостёнская улица, скорее всего, названная в честь реки.

## Легенда о происхождении названия
По местному преданию, Святитель Иоасаф, когда избегал неприятностей от помещика А. Ф. Борщова (подробности), проезжая мимо долбинских земель, делал по направлению к ним земной поклон. Однажды его спросили, кому он кланяется. «Царственному гостю», — ответил Святитель, и с того времени место остановки Святителя называется Гостянкой.

## Строительство железной дороги Белгород-Курск по руслу Гостянки
В 1869 году при строительстве Курско-Харьковской железной дороги железнодорожное полотно было проложено следующим образом. Железнодорожный вокзал станции Белгород находится на западном берегу реки Северский Донец. Вскоре после вокзала железная дорога по небольшому мосту пересекает реку Везёлку, далее рельсы тянутся по восточному берегу реки Гостянка до павильона станции Болховец. От остановки 701-й километр и до станции Болховец дорога идет по насыпи, проложенной по правому берегу реки. В настоящее время большая протока, заросшая камышами, — это и есть Гостянка. В пятистах метрах от станции Болховец железная дорога резко поворачивает к востоку от основного русла Гостянки, далее она проходит по западному склону речки Крутой Лог (приток Гостянки). При постройке железной дороги склон был эскарпирован, а нависающий над логом край пути укреплен насыпью.
Крутой Лог берёт начало в Безымянной балке, в которой расположено село Долбино. В том месте, где железная дорога входит в балку и покидает её, в окружающих холмах были пробиты два прохода. Через саму балку проложена циклопических размеров насыпь. Поскольку перепад высот между устьем Гостянки и балками в её верховьях составляет более 110 метров, до появления электрической тяги от станции Болховец до станции Весёлая Лопань двигать составы помогал дежурный паровоз. Масштабные инженерные работы по превращению русла Гостянки и её притока Крутого Лога в колею для железнодорожной дороги на этом не закончились. Значительную опасность для железнодорожных путей представляли весенний и осенний разлив Гостянки. Эта проблема была решена так: во-первых, на протяжении всего русла были сооружены плотины, а насыпь железной дороги со стороны воды значительно усилена; во-вторых, многие источники, питавшие Гостянку, были засыпаны. В одной из балок Гостянки в те времена находился источник Шумный — подземный фонтан. По легенде, его забивали 14 дней.

## Наводнение 1959 года
Тем не менее, при проектировании железной дороги в расчетах были допущены ошибки. В 1959 году после сильного ливня в балках верховий Гостянки были сорваны дамбы, стена воды прошла от истока к руслу на высоте до 1 метра. От 705-го км до 701-го км железнодорожное полотно было размыто и движение по железной дороге прервано. Павильон станции Болховец был затоплен и простоял в воде несколько месяцев. Следы высокого уровня воды до сих пор виднеются на кирпичном здании павильона.

## Полезные ископаемые
В верховьях Гостянки на поверхность вырывается сероводород с характерным запахом тухлого яйца. Скот отказывается пить воду, а рыба погибает.
До войны и в первые послевоенные годы в осушенном русле Гостянки добывали торф.
На левом берегу Гостянки ближе к устью на поверхность выходит мел.
С конца XVII века по берегам Гостянки работали кирпичные заводы, использовавшие местную глину, и водяные мельницы. Последняя водяная мельница просуществовала в устье Гостянки до первых послевоенных лет.

## Географическая путаница
На территории Белгородского района текут две реки Гостянка. Исток первой (иное название — Борисовка) находится у хутора Орловка близ Бессоновки. Эта река впадает в Ворсклу возле посёлка Борисовка (Белгородская область). Гостянка, описываемая в данной статье, впадает в Везёлку. Таким образом, если ехать по Муравскому шляху с юга на север по водоразделу Северского Донца и Ворсклы, путник сначала проходит между истоками двух Гостянок, будто в створ ворот, а затем упирается в Везёлку. Согласно Загоскину (1910) и Гребневу (2013), 15-километровый волок между двумя Гостянками вдоль маленькой речки Угрим, начинающейся под Угримским лесом и впадающей в Уды, был самым удобным и важным путём из бассейна Днепра в бассейн Дона. Пройдя к Дону, суда могли идти ещё дальше — к Волге.
Впервые район Гостянки, впадающей в Везёлку, упомянут в 1571 году в «Росписи местам, где стоять станичным головам на поле». Гостянка в этом документе упоминается несколько раз как река Зеница. Устье Гостянки, текущей на север, и устье Лопани, текущей на юг, разделяет холм Вовкивня. С востока Вовкивня ограничен логом Гостянки Угримчик, с запада — логом Гостянки Угрим.
В Книге Большому чертежу Гостянка не упоминается, но название Зеница, которое мы видим в документе 1571 года, скорее всего, взято именно с оригинала карты (Большого или Старого чертежа) 1552 года.
Пересохшее верховье реки Гостянка находится между балками Угрим и Угримчик и называется урочище Орлинэ. Орлинэ — это искаженное первопоселенцами-малороссиянами средневековое южнорусское «Орель» — угол. Действительно, в урочище Орлином орлы не водятся, но оно находится под острым углом по отношению к устью балок, впадающих в Гостянку. Высокий правый берег урочища Орлинэ называется Пристинок (от средневекового южно-русского слова «пристень» — высокий правый берег реки).
Однако высокий правый берег (Пристень) и уклон течения (Орель) не единственные признаки старого русла. По левому склону Орлинэ тянется подобие прерывистого вала из чистого речного песка под тонким слоем дёрна. Это так называемая верея. Все вышеперечисленные признаки указывают на старое высохшее русло реки.
Один из логов близ Генераловки называется Ведьминым. По легенде, сюда ссылали ведьм в XVII—XVIII веке.

## Населённые пункты от истока к устью
В балках у истока
- Хутор Угрим.

Вдоль русла
- посёлок Комсомольский,
- СНТ «Дзержинец-82»,
- село Красное (Белгородский район).

К нашему времени исчезли: хутор Алмазный (располагался в окрестностях села Головино), Генераловка. От большого села Красное Белгородского района в настоящее время осталась одна улица Ершова, которая петляет на склонах рядом с автодорогой «Крым».

## Данные водного реестра
По данным государственного водного реестра России, Гостёнка относится к Донскому бассейновому округу, водохозяйственный участок реки — Северский Донец от истока до границы РФ с Украиной без бассейнов рек Оскол и Айдар, речной подбассейн реки — Северский Донец (российская часть бассейна). Речной бассейн реки — Дон (российская часть бассейна).
Код объекта в государственном водном реестре — 05010400112107000010764.